# Авакян, Петрос Бахшиевич
Петрос Бахшиевич Авакян — армянский и российский учёный, доктор технических наук, лауреат Государственной премии РФ 1996 года.
Родился в 1956 году.
В 1980-е годы доцент Ереванского политехнического института.
С 1989 года старший научный сотрудник Института структурной макрокинетики Российской академии наук (ИСМАН).
В 1996 году защитил докторскую диссертацию:
- Самораспространяющийся высокотемпературный синтез ферритов и сегнетоэлектриков: диссертация доктора технических наук: 01.04.17. — Черноголовка, 1995. — 221 с.: ил.

Разработал (вместе с коллегами) научные основы горения конденсированных систем с образованием ферритов.
Лауреат Государственной премии Российской Федерации 1996 года (в составе авторского коллектива) — за самораспространяющийся высокотемпературный синтез ферритов, разработку и промышленное освоение новой высокоэффективной технологии.
Является автором следующих патентов:
- способ получения порошкообразного неорганического материала;
- устройство для термической обработки шихты.

Сочинения:
- Термодинамический анализ возможности получения ферритовых материалов в режиме горения / А. А. Ширяев , С. С. Анисян , П. Б. Авакян , М. Д. Нерсесян . Черноголовка , 1990. 13 с .
- А. В. Комаров, П. Б. Авакян, М. Д. Нерсесян. Самораспространяющийся высокотемпературный. синтез гексаферрита стронция. ФГВ. 1993, N 5, с. 51-56.